# Brislington West
Brislington West – jednostka administracyjna i dzielnica Bristolu, miasta w Anglii. W jej skład wchodzą osiedla Bristlington, Arnos Vale, Kensington Park i St Annes. Dzielnica przylega do rzeki Avon. W 2011 dzielnica liczyła 10 754 mieszkańców.

## Arnos Vale
Osiedle położone najbliżej śródmieścia. Znajduje się tu historyczny cmentarz Arnos Vale Cemetery, zamknięty w roku 1998. Kaplica Church of England Mortuary Chapel jest zabytkiem klasy II. 

## St Annes
Przedmieście Bristolu, graniczące z rzeką Avon, niedaleko dworca Bristol Temple Meads. Tunel kolejowy znajdujący się na terenie osiedla, wybudowany przez Isambarda Kingdom Brunela, jest zabytkiem.